# Distichodus mossambicus
Distichodus mossambicus är en fiskart som beskrevs av Peters 1852. Distichodus mossambicus ingår i släktet Distichodus och familjen Distichodontidae. IUCN kategoriserar arten globalt som livskraftig. Inga underarter finns listade i Catalogue of Life.